# Championnat de La Réunion de football 2002
Navigation
Édition précédente Édition suivante
Le Championnat de La Réunion de football 2002 était la 52e édition de la compétition qui fut remportée une nouvelle fois par la SS Saint-Louisienne.

## Classement
| Rang | Équipe                      | Pts | J  | G  | N  | P  | Bp | Bc | Diff |
| ---- | --------------------------- | --- | -- | -- | -- | -- | -- | -- | ---- |
| 1    | SS Saint-Louisienne (T) (C) | 89  | 26 | 19 | 6  | 1  | 50 | 15 | +35  |
| 2    | US Stade Tamponnaise        | 74  | 26 | 12 | 12 | 2  | 51 | 27 | +24  |
| 3    | SS Excelsior                | 73  | 26 | 12 | 12 | 2  | 51 | 27 | +24  |
| 4    | AS Marsouins                | 70  | 26 | 12 | 8  | 6  | 46 | 36 | +10  |
| 5    | SS Jeanne d'Arc             | 69  | 25 | 12 | 8  | 5  | 45 | 30 | +15  |
| 6    | JS Saint-Pierroise          | 68  | 26 | 11 | 9  | 6  | 44 | 38 | +6   |
| 7    | SDAC (P)                    | 60  | 26 | 8  | 10 | 8  | 31 | 26 | +5   |
| 8    | SS Rivière Sports (P)       | 57  | 26 | 7  | 10 | 9  | 24 | 29 | -5   |
| 9    | AS Chaudron                 | 53  | 25 | 6  | 10 | 9  | 35 | 42 | -7   |
| 10   | US Possession               | 50  | 26 | 5  | 9  | 12 | 37 | 49 | -12  |
| 11   | SS Capricorne               | 50  | 26 | 6  | 6  | 14 | 22 | 42 | -20  |
| 12   | SS Dynamo                   | 48  | 26 | 6  | 4  | 16 | 26 | 40 | -14  |
| 13   | FC Avirons                  | 43  | 26 | 3  | 8  | 15 | 28 | 48 | -20  |
| 14   | FC Pont d'Yves (P)          | 42  | 26 | 3  | 7  | 16 | 26 | 59 | -33  |

|  | Champion de La Réunion et qualification pour la Ligue des Champions de la CAF 2003 |
|  | Qualification pour la Coupe de la CAF 2003                                         |
|  | Relégation en 2e division                                                          |